# Microtini
Microtini — триба полівок підродини Arvicolinae.
Більшість представників цеї триби колись були розміщені в Arvicolini, але дослідження 2021 року показало, що Arvicola відрізняється від інших сучасних родів Arvicolini, натомість є сестрою триби Lagurini. Поточний перелік видів Американського товариства мамологів містить лише Arvicola в Arvicolini, а всі інші сучасні представники видалені до Microtini.